# TRY TRY NIICHE
TRY TRY NIICHE（トライトライニーチェ）は日本のロックバンド、2015年に結成された4人組。2015年7月活動開始。
2016年7月20日、1st.MiniAlbum「FLOWERLING」で「SPACE SHOWER MUSIC」からCDデビュー

## 概要
繊細なピアノと透明感のある歌声、それに相対し荒々しく響くギターが混じり合い独自の 音楽を創り出す。どのジャンルにも属さない音楽性、あるようでなかった『新しいピアノロック』を最大の武器とし、活動開始直後から大きな注目を集める。
2016年7月20日に初の全国流通となるミニアルバム「FLOWERING」をSPACE SHOWER MUSICよりリリース。
2015年7月に活動開始。1度聴いたら忘れない歌声とメロディー、繊細なピアノとエモーショナルなギターを軸にジャンルにとらわれない多様な楽曲を作り出す。
ライブ活動だけにはとらわれない様々なエンターテインメントに”挑戦”している。

## メンバー
- ヲクヤマ(Pf.&Vo.)
- daiki(Gt.)
- たなべあきら(Ba.)

元メンバー
- ゆーみん(Dr.)
- あばぬん(Dr.)

## 来歴
【2015】

7月 活動開始。

8月 「MASH A&R」 7月度優秀アーティストに選出。

9月 初の自主企画を開催。100名以上の動員を記録しチケットSOLD OUT。

11月 1st.EP 『open the door』発売。2度目となる自主企画を開催。130名以上の動員を記録しチケットSOLD OUT。

12月 「RO69JACK2015/16」入賞。MASH A&R ファイナリスト6組に選出される。

【2016】

1月 3500組を超える応募の中からSPACE SHOWER TV主催オーディション「Day Dream Believer」にてグランプリを獲得。

3月 「スペースシャワー列伝JAPAN TOUR 2016」ツアーファイナル＠赤坂BLITZ公演にオープニングアクトとして出演。

5月 3度目となる自主企画を2会場同時開催。大盛況の中『Cガール』のMusic Videoを公開。

7月 1st. Mini Album『FLOWERING』を発売。

8月 4度目となる自主企画、「花咲かニーチェと無茶修行 ~旅のトビラ編~」を新代田FEVERにて開催。その後、初の全国ツアーを開催。

11月 メランコリック写楽、flower in the vasementと共に"のべんば!!ツアー"を名古屋・大阪・東京にて、各地ゲストを招き開催。

【2017】

3月 5度目となる自主企画、「TRY TRY NIICHE presents トライトライの日 ~しょうへいHEEEEEEEEYYYYY!!!!!!!!~」を、ボーカルを同じくヲクヤマが務める Day on Umbrella、chelovek.を招き開催。今夏に初のフルアルバムをSPACE SHOWER MUSICから発売することを発表。

## ディスコグラフィー
1st mini album『FLOWERING 』(SPACE SHOWER MUSIC)

2016.7.20発売

1.ソナチネ

2.水面の果て 

3.ドラマチック

4.Cガール 

5.天気予報が外れた日

6.花と銃声

1st EP 『open the door』(自主制作盤)

2015.11.29発売

1.さよならエイミー 

2.メイ

3.それから

※sold out

※2016年8月に配信にて再リリース。iTunesやLINE MUSICにて配信開始。

## 主なライブ
2015.12.6

MASH FIGHT! 

会場：渋谷WWW

出演：TRY TRY NIICHE / パノラマパナマタウン / THE ORAL CIGARETTES(ゲスト) etc

2015.12.19

会場：渋谷乙

出演：TRY TRY NIICHE(O.A.) / 限りなく透明な果実 / カフカ 

2016.1.9

Day Dream Believer FINAL

会場：渋谷WWW

出演：TRY TRY NIICHE / ゆるふわリムーブ / THE BOSSS / ザ・ステファニーズ / 赤色のグリッター(ゲスト)

2016.1.28

会場：下北沢BASEMENT BAR

出演：TRY TRY NIICHE / Pandemia Rabbit

2016.2.14

会場：渋谷乙

2016.3.6

SPACESHOWER 列伝ツアー2016

会場：赤坂BLITZ

出演：TRY TRY NIICHE(O.A.) / フレデリック / 夜の本気ダンス / My Hair is Bad / 雨のパレード

2016.4.10

会場：渋谷CRAWL

2016.4.23

ATLANTIS AIRPORT 企画

会場：新宿MARZ

2016.5.1

shimokitazawa BASEMENT BAR

共演：tacica / 音速ライン

2016.5.21

ニーチェのお便り大作戦

会場：渋谷LUSH・HOME

2016.6.11

メランコリック写楽レコ発

会場：下北沢ERA

2016.7.3

メーザー夏フェス

会場：音楽学校メーザーハウス

2016.7.27

J-WAVE TOKYO REAL-EYES "LIVE SUPERNOVA" ~SUMMER SPACIAL~

会場：OTODAMA SEA STUDIO

2016.8.2

『FLOWERING』発売記念イベント

dues新宿

2016.8.5

自主企画！

花咲かニーチェと無茶修行〜旅のトビラ編〜

会場：新代田FEVER

出演：TRY TRY NIICHE / Swimy / ココロオークション / QOOLAND

2016.8.6

RAD ROCK RIOT "SUMMER SPECIAL" Day.6

会場：名古屋RAD SEVEN

愛はズボーン / あいくれ / TRYTRY NIICHE / 谷川POPゴリラ / Theキャンプ / ES-TRAS

2016.8.9

the Howl presents

ばっちばちやで‼︎〜夏の陣〜vol.2

会場：大阪　福島2nd LINE

出演：TRY TRY NIICHE / the Howl / アイビーカラー / Curtaincalls / sankanshion° / BOYS END SWING GIRL / ゆるふわリムーブ/ shimmer / かい&おすぎ(O.A)

2016.8.11

レコ発自主企画

ABNORMARHYTHM 1

会場：郡山PEAK ACTION

出演：TRY TRY NIICHE / 知る権利 / ab initio / Age Factory

2016.8.24

MUSIC LINXS vol.29

会場：新宿LOFT

OPEN：18:00 / START：18:30

出演：TRY TRY NIICHE / パノラマパナマタウン / The Floor / CRAZY WEST MOUNTAIN

2016.9.8

phonon presents "馬鹿みたいに疑わなかったこと"

会場：TSUTAYA o-crest

出演：TRY TRY NIICHE / phonon / asayake no ato

2016.9.21 

上野大樹企画

会場：下北沢MOSAiC

2016.10.5

ゆるふわくわくツアー

会場：TSUTAYA o-crest

出演：TRY TRY NIICHE / ゆるふわリムーブ / アマリリス / antigraph / 稲荷直史(リコチェットマイガール)

2016.10.30

「FLOWERING」スペシャルライブ

2016.11.3

百花繚乱

会場：TSUTAYA o-crest

出演：TRY TRY NIICHE / 神はサイコロを振らない / asobius / coolrunnings / GINNEZ

2016.11.23

"のべんば!!"ツアー

会場：下北沢ERA

出演：TRY TRY NIICHE / メランコリック写楽 / flower in the vasement / The Floor(ゲスト)

2016.12.27

新宿ロフトの年末大感謝祭2016

会場：新宿LOFT

2017.1.14

フクモトエミpresents"くろねこまつり"

会場：下北沢ERA

## メディア
2015年11月28日 |OTOZINE INTERVEW

TRY TRY NIICHE アイディアマンが生み出す、新たなスタンダード
2016.6.20

Skream 7月号にてインタビュー掲載

発行日：7/1
2016.6.30

特ダネ福キタル

初回放送7/8(金)19:30〜20:00　リピート放送7/10(日)24:00〜 、7/13(水)24:30〜ほか
2016.7.15

文藝春秋CREA WEB

掲載日時：7/15(金)
2016.7.15

abemaTV　初回放送日7/22(金) 21:00-22:00

リピート放送7/23(土)11:00〜、7/24(日)25:00〜ほか
2016.7.4

シティ情報CJ FUKUSHIMA 7月号

発売日：6/28
2016.7.19

スペシャアプリ(LINE LIVE配信有り) ※生配信

出演日時：7/21(木) 20時〜